# Raúl de la Hoz Quintano
Raúl de la Hoz Quintano (ur. 4 maja 1973 w Palencii) – hiszpański polityk i prawnik, poseł do parlamentu Kastylii i Leónu, deputowany do Parlamentu Europejskiego X kadencji.

## Życiorys
Ukończył studia prawnicze na Universidad de Valladolid. Podjął praktykę w zawodzie adwokata w Valladolid, specjalizując się w prawie bankowym i handlowym. Zaangażował się w działalność polityczną w ramach Partii Ludowej. Był przewodniczącym jej organizacji młodzieżowej Nuevas Generaciones w Kastylii i Leónie oraz zastępcą sekretarza generalnego partii w Valladolid. Później został zastępcą sekretarza regionalnych struktur PP. W 1999 po raz pierwszy uzyskał mandat deputowanego do kortezów wspólnotowych. Sześciokrotnie (w 2003, 2007, 2011, 2015, 2019 i 2022) z powodzeniem ubiegał się o reelekcję. Od 2017 kierował frakcją poselską ludowców.
W wyborach w 2024 został wybrany w skład Parlamentu Europejskiego X kadencji.